# Lotnisko Krosno
Lotnisko Krosno (kod ICAO: EPKR) – cywilne lotnisko położone w Krośnie  w południowej części miasta, będące w zarządzie Gminy Krosno. Od 1969 roku figuruje w ewidencji lotnisk Urzędu Lotnictwa Cywilnego pod poz. 20 (nr rejestracyjny 22).

## Dane lotniska
Lotnisko użytku wyłącznego. Operacje lotnicze wyłącznie za pisemną zgodą Zarządzającego.
Lotnisko posiada pas asfaltowy na kierunku 110–290 z uproszczonym systemem świateł podejścia od strony 290.
Używana jest część trawiasta lotniska na północ od pasa asfaltowego w zależności od kierunku wiatru:
- wschód/zachód – RWY GRASS 1040 × 100 110/290
- południowy wschód/północny zachód – RWY GRASS 900 × 100 160/340
- Elewacja: 280 m AMSL,
- Częstotliwość kwadratu: 119,555 MHz,
- Paliwo: AVGAS 100 LL, UL91

Źródło

## Historia
Projekt budowy lotniska narodził się dzięki gen. bryg. Ludomiłowi Rayskiemu i uchwale Rady Miasta w 1928 r. Roboty rozpoczęto w dwa lata potem i już w 1932 r. obiekt został ukończony. W 1937 r. podjęto jego rozbudowę ukończoną na przełomie 1938/1939. W 1938 r. przeniesiono tu Szkołę Lotniczą z Bydgoszczy .
Sport lotniczy w Krośnie sięga początkami 1931 r., kiedy zaczęto zbierać fundusze na budowę szybowców. Konstruowano go w „Bursie” w budynku gdzie obecnie mieści się ZSP nr 2 w Krośnie. W 1934 r. pierwszy szybowiec był gotowy i został zarejestrowany jako 44 w Polsce. W Krośnie powstało Koło Szybowcowe, a w 1938 r. nastąpiło oficjalne otwarcie Aeroklubu i Centrum Wyszkolenia Pilotów i Mechaników. Pierwszym prezesem Aeroklubu był inż. Kazimierz Pirgo (prezes powiatowej Ligi Obrony Powietrznej i Przeciwgazowej, zmarł wskutek obrażeń, których doznał 1 czerwca 1936 w Krośnie podczas zawodów lotniczych 7-go lotu południowo-zachodniej Polski im. kpt. Żwirki, gdy pilot Rayski z Aeroklubu Lwowskiego podczas lądowania samolotem RWD-8 zawadził o stolik sędziowski). Krośnieńscy konstruktorzy zgrupowani przy lotnisku w Krośnie, we współpracy z Politechniką Lwowską, pracowali nie tylko nad modelami samolotów, ale nawet nad prototypem rakiety z silnikiem z odrzutowym według konstrukcji z 1889 r. opatentowanych przez Adama Ostaszewskiego - Leonarda ze Wzdowa. Spotkało się to z zainteresowaniem Niemców. Równolegle z budową krośnieńskiego lotniska (głównie z darowizn), powstały w niewielkiej odległości od Krosna, lotniska w Moderówce i Łężanach, tworząc dużą bazę szkoleniową. 1 września 1939 roku krośnieńskie lotnisko zostało zbombardowane, a lotnicy, którzy przeżyli po wejściu wojsk niemieckich, zostali aresztowani i w noc grudniową, wbrew konwencjom międzynarodowym, rozstrzelani przez Niemców na skarpie franciszkańskiej, inni zginęli w Katyniu. Niektórzy już w pierwszych dniach wojny zorganizowali oddziały walczące z hitlerowcami i byli pierwszymi przewodnikami dla grup żołnierskich udających się na Węgry.
Podczas okupacji Niemcy wykorzystywali wszystkie trzy, jako strategiczne lotniska w wojnie z ZSRR. Startowały z nich eskadry samolotów bombowych.
We wrześniu 1944 roku, Niemcy wysadzili obiekty na krośnieńskim lotnisku. Warto dodać, że w chwili wybuchu wojny wszystkie szybowce zostały ukryte i szczęśliwie przetrwały całą okupację. Mimo silnych represji, np. na pracującej w kasynie wywiadowczyni AK Krystynie Samborskiej „Zuch”, udało się przechować 4 szybowce w hangarze Aeroklubu na terenie Kopalni Mac Allan, które w czasie, gdy toczyły się „boje w Dolinie Śmierci, latały w tych okolicach”. W październiku 1944 roku wznowiono loty sportowe, a 10 października 1945 reaktywowano pracę Aeroklubu. W Zakładach Fryderyka Tenerowicza uruchomiono pierwsze w Krośnie Lotnicze Zakłady Naprawcze. W 1958 r. przeniesiono z Wrocławia do Krosna Centrum Wyszkolenia Lotniczego a w 1968 r. powstało w Krośnie Centrum Wyszkolenia Spadochronowego. Rozpoczynało tu karierę wielu polskich pilotów, szybowników i spadochroniarzy. W 1977 r. Zarząd Aeroklubu Podkarpackiego i władze Krosna podjęły decyzję rozbudowy lotniska do celów małej komunikacji lotniczej, pasażerskiej i towarowej, przy wykorzystaniu samolotów krótkiego startu, typu An-2, An-28, Let L-410 Turbolet. W 1978 r. rozpoczęto rozbudowę. Ulepszona została droga startowa o 500 m (łącznej długości 1550 m) i dobudowano budynek administracyjny. W 1992 r. nastąpiła likwidacja Centrum Wyszkolenia Spadochronowego, a w 1993 r. powołana została Centralna Szkoła Lotniczo-Techniczna Aeroklubu Polskiego.
Obecnie na terenie lotniska działa Szkoła Lotnicza kształcąca spadochroniarzy, pilotów szybowców i samolotów. 10 czerwca 1997 r. Mszę św. na tym lotnisku z udziałem ok. 0,9 mln wiernych odprawił Jan Paweł II i kanonizował w tym miejscu Jana z Dukli. Corocznie odbywa się cykl imprez lotniczych z których najbardziej znane to Górskie Zawody Balonowe jedyne takie w Polsce. Kilkudniowy piknik lotniczy odwiedza ok. 30 tys. ludzi.
- 2010 – Projekt rozbudowy Krośnieńskiego lotniska. Początkiem 2012 roku miała ruszyć modernizacja lotniska. Prace przy przygotowaniu inwestycji do realizacji były już bardzo zaawansowane. Władze miasta przedstawiły harmonogram działań.
- W 2014 roku zakończyła się przebudowa wieży lotów, dobudowana została nadbudowa z nowymi pomieszczeniami.
- W 2015 roku rozpoczął się proces budowy asfaltowej drogi startowej oraz dróg kołowania.
- W grudniu 2016 roku zakończyła się budowa asfaltowej drogi startowej o długości 1100 metrów i szerokiej na 30 metrów oraz dróg kołowania[6]. Wybudowano także pełne oświetlenie lotniska (dróg kołowania, pasa startowego i płyt postojowych), a także zaawansowaną stację meteorologiczną i dwa wskaźniki wiatru. Zamontowano również oznakowanie pionowe. Na lotnisku znajduje się nowoczesna bezobsługowa stacja paliw lotniczych AVGAS 100 LL oraz UL91.